# Gazela lui Grant
Gazela lui Grant  (Nanger granti) sau este o specie relativ mare de antilopă gazelă, răspândită din nordul Tanzaniei până în Sudanul de Sud și Etiopia, și de pe coasta Kenyei până la Lacul Victoria. A fost numită după exploratorul britanic din secolul al XIX-lea, James Grant.

## Taxonomie

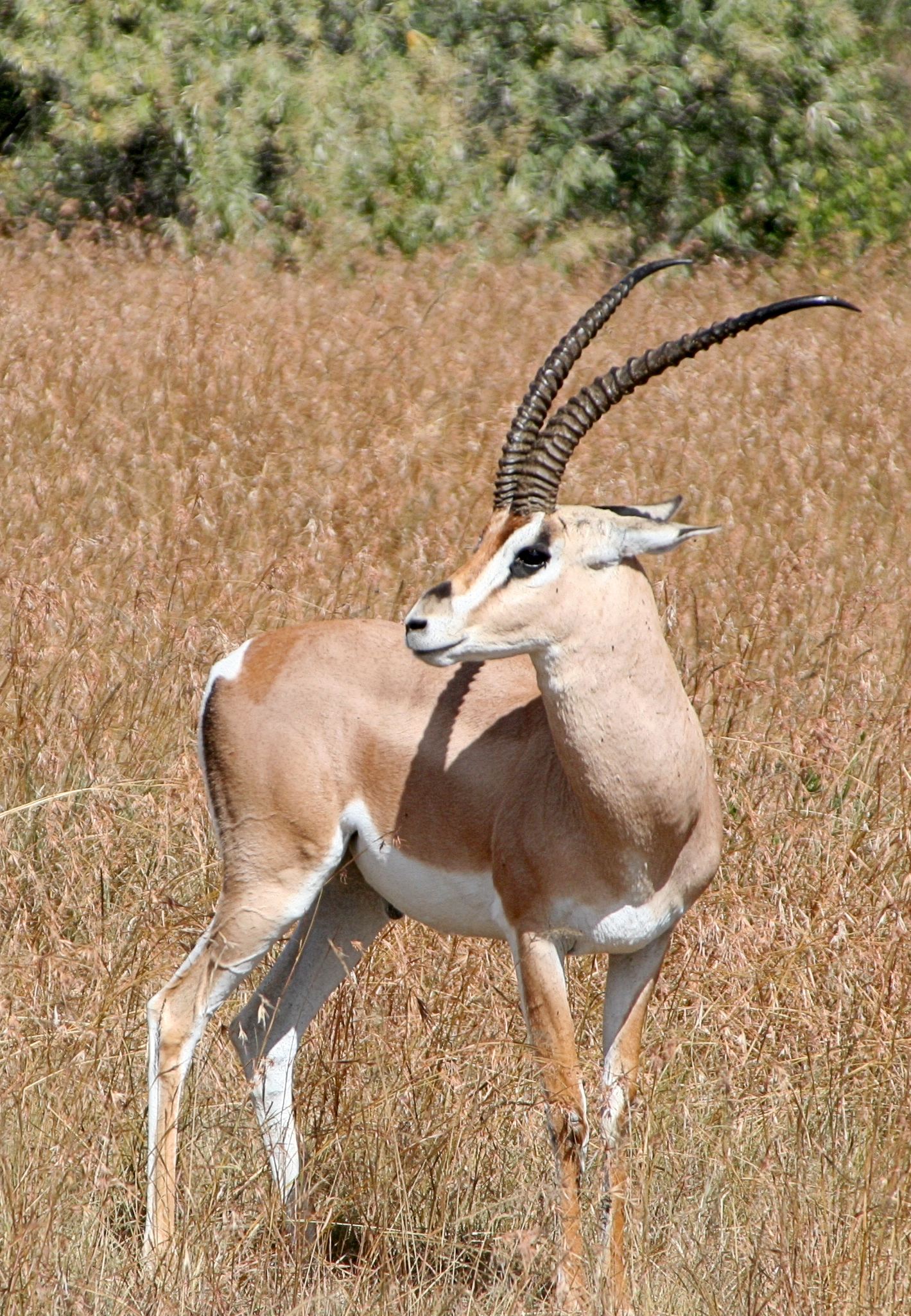
Gazela lui Grant

Gazela lui Grant este înrudită genetic cu gazela lui Soemmerring (N. soemmerringii) și gazela lui Thomson (Eudorcas thomsonii), gazela lui Soemmering fiind ruda cea mai apropiată. Gazela lui Grant prezintă o variație genetică ridicată între populațiile sale, deși nu există izolare geografică. Este posibil ca diferențierea speciei să fi evoluat în timpul expansiunii și contracției repetate a habitatelor aride în timpul pleistocenului târziu, în care populațiile au fost posibil izolate. Gazela lui Grant a fost considerată anterior un membru al genului Gazella în cadrul subgenului Nanger înainte ca Nanger să fie ridicat la statutul de gen. În 2021, American Society of Mammalogists a acordat statutul de specie deplină gazelei lui Bright (Nanger notatus) și gazelei lui Peters (Nanger petersii).

### Subspecii
Enumerate alfabetic.
- N. g. granti (Brooke, 1872) – gazela lui Grant de sud
- N. g. lacuum (Neumann, 1906) – gazela lui Grant de nord
- N. g. robertsi (Thomas, 1903) – gazela lui Roberts

## Descriere
Gazela lui Grant are o înălțime de 75-95 cm la greabăn. Femelele cântăresc între 35 și 50 kg, iar masculii între 50 și 80 kg. Blana sa este bej-portocalie pe spate, cu burta albă. Gazela lui Grant seamănă cu gazela lui Thomson, cu excepția faptului că este mult mai mare și are coarne în formă de liră, puternice la bază, clar inelate și cu o lungime de 45-81 cm. La gazela lui Grant, dar nu și la gazela Thomson, albul de pe crupă, se prelungește până la vârful cozii. Subspeciile sunt separate prin diferite caractere morfologice, cum ar fi forma cornului și ușoare diferențe în culoarea blănii. Aceste diferențe nu indică o separare ecologică, ca în cazul unor specii.

## Distribuție și habitat
Gazela lui Grant este răspândită în sudul Etiopiei, Kenya, sudul Somaliei, sud-estul Sudanului, nord-estul Ugandei și nordul Tanzaniei. Frecventează aceleași medii ca și gazela Thomson, dar este răspândită și în zonele mai uscate, cum ar fi savanele sudaneze.

## Conservare
Deși a fost eradicată din anumite zone ca urmare a distrugerii habitatului și a braconajul, gazela lui Grant este încă o specie foarte comună, în mare parte datorită protecției oferite de parcurile naționale și rezervațiile în care trăiește, inclusiv Parcul Național Serengeti și Zona de conservare Ngorongoro din Tanzania și Parcul Național Lacul Turkana din Kenya. Estimările populației variază de la 140.000 la 350.000. În timp ce anumite zone au populații stabile, tendința generală a populației este de scădere.

## Galerie

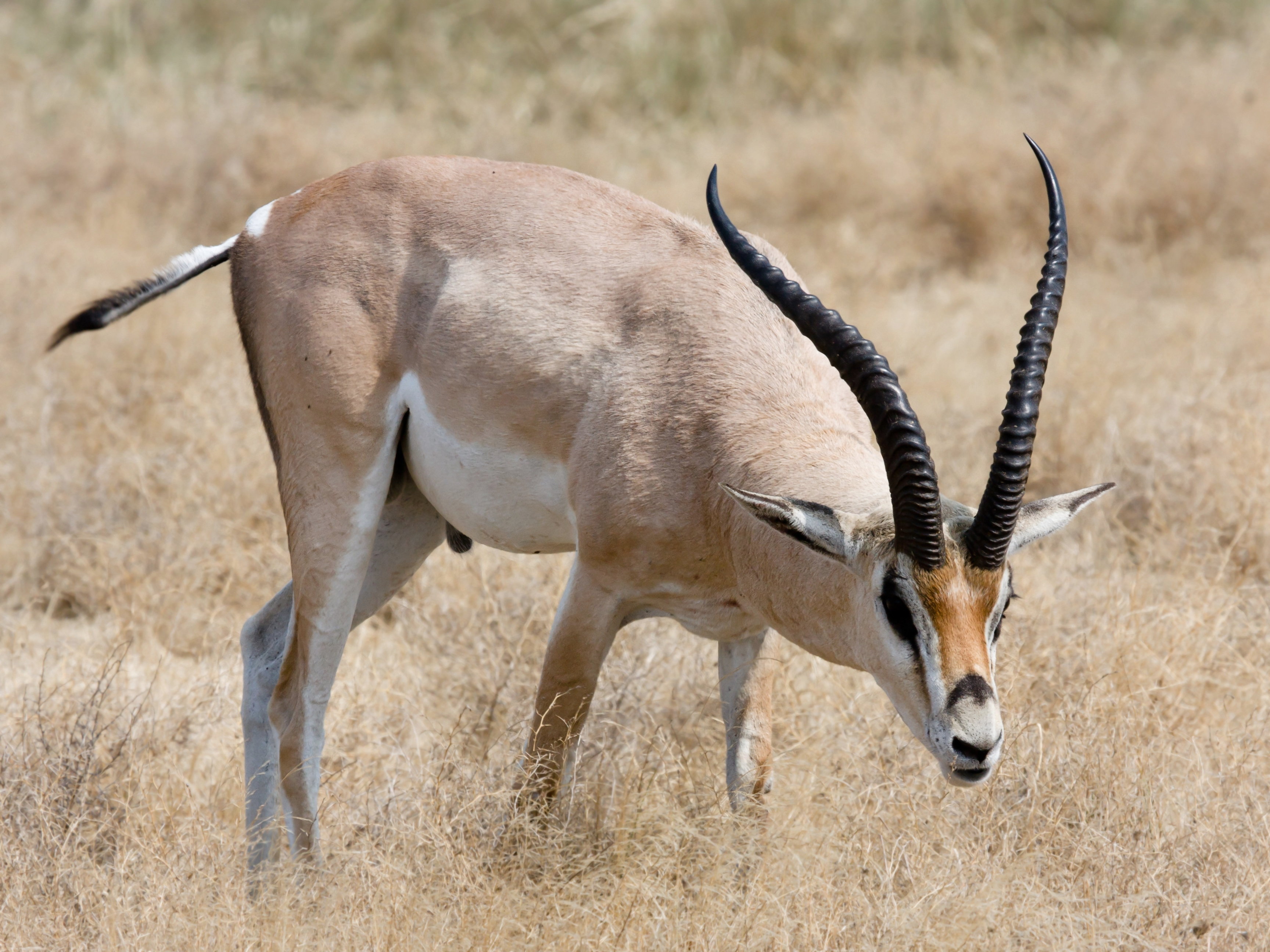
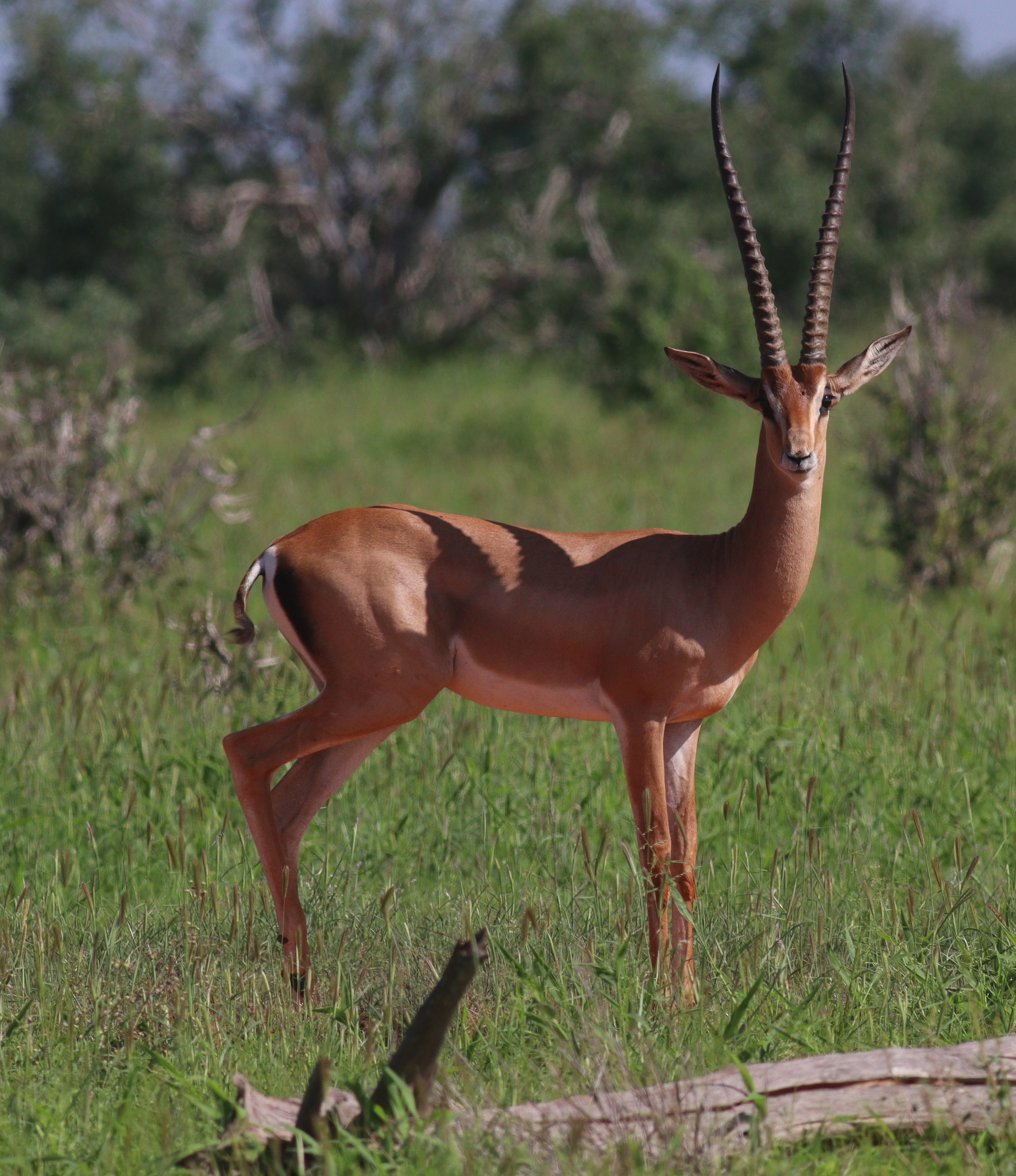
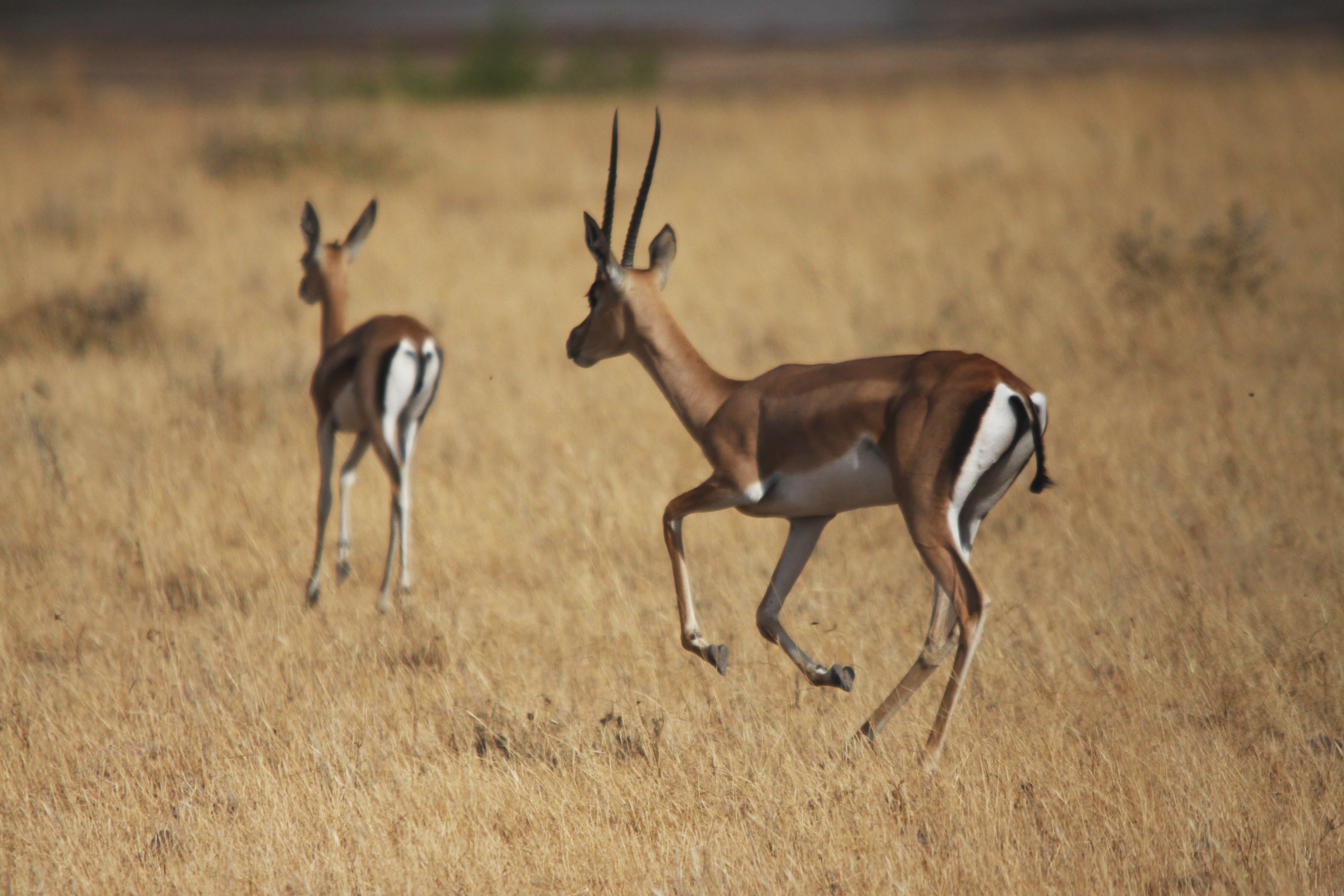
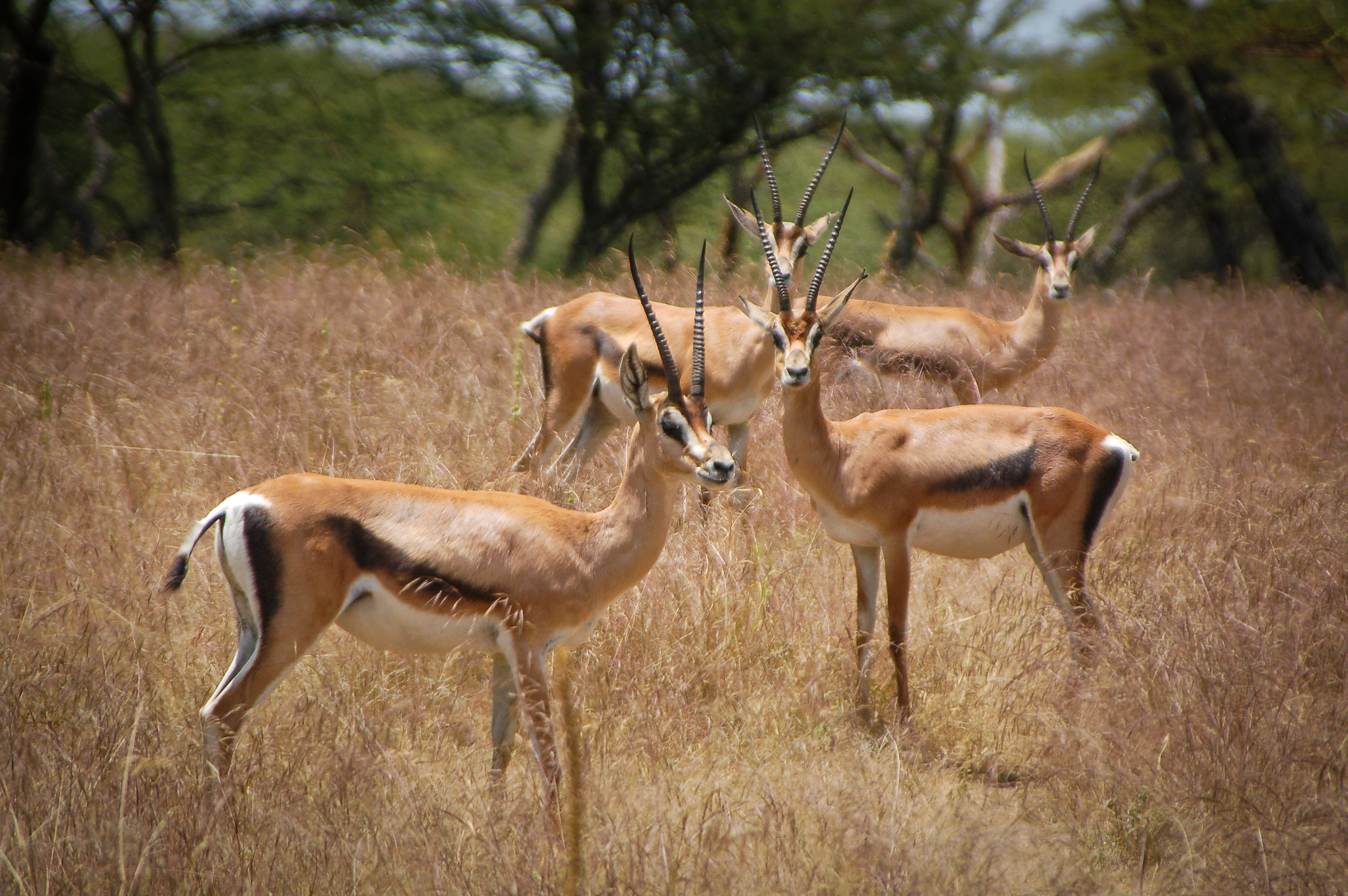